# Munglinup River
Munglinup River är ett vattendrag i Australien. Det ligger i delstaten Western Australia, omkring 500 kilometer sydost om delstatshuvudstaden Perth.
Trakten runt Munglinup River består till största delen av jordbruksmark. Trakten runt Munglinup River är nära nog obefolkad, med mindre än två invånare per kvadratkilometer. Genomsnittlig årsnederbörd är 540 millimeter. Den regnigaste månaden är juli, med i genomsnitt 81 mm nederbörd, och den torraste är april, med 15 mm nederbörd.